# 巴拉顿玛丽亚菲尔德
巴拉顿玛丽亚菲尔德（匈牙利語：Balatonmáriafürdő）是匈牙利绍莫吉州所辖的一个村。总面积26.77平方公里，总人口656，人口密度24.5人/平方公里（2011年1月1日）。